# Admiral (azienda)
Admiral è stata un'azienda statunitense produttrice di elettronica di consumo, in seguito divenuta un marchio di proprietà della Whirlpool Corporation.

## Storia
Fu fondata nel 1934 a Chicago, come Continental Radio and Television Corporation, da Ross David Siragusa (1906-1996), imprenditore italoamericano di origine siciliana. La compagnia iniziò l'attività con la produzione di radioricevitori e fonografi con il marchio Admiral.
Nel 1940, venne cambiata la denominazione in Admiral Corporation. Inizialmente il suo fatturato annuo fu di circa 2 milioni di dollari.
Durante la seconda guerra mondiale, Admiral rifornì l'esercito degli Stati Uniti di apparecchiature elettroniche, e nello stesso periodo divenne in poco tempo uno dei maggiori produttori nazionali e mondiali di televisori, e a partire dagli anni cinquanta, la sua attività si estese anche a quella della produzione di elettrodomestici, in particolare i frigoriferi.
Nel 1946 cominciò ad espandersi anche al di fuori dei confini nazionali, creando filiali e stabilimenti in diversi paesi, fra cui in Italia nel 1954 e in Taiwan nel 1967, fondando la Admiral Overseas Corporation o, brevemente, AOC. Crebbe il fatturato annuo, che negli anni sessanta si avvicinò ai 300 milioni di dollari e l'azienda contava 8 500 addetti. Le varie divisioni furono vendute ad altre società dalla metà degli anni settanta, e ciò era dovuto in parte alla concorrenza dei beni di consumo elettronico importati dal Giappone.
La Rockwell International acquistò la società nel 1973, ma con essa cessarono le attività produttive che vennero cedute alla Magic Chef, e invece il marchio fu ceduto alla Maytag.
Nel 1991, Maytag si accordò con la Montgomery Ward & Co., società americana della grande distribuzione, per l'uso esclusivo del marchio Admiral sui suoi beni di consumo elettronici. In seguito, la Montgomery Ward andò in bancarotta e chiuse tutti i negozi. Maytag venne poi ceduta alla Whirlpool Corporation, e con essa Admiral divenne marchio dei suoi prodotti venduti esclusivamente alla The Home Depot.
Dal 1999, con il marchio Admiral vengono prodotti apparecchi elettronici dalla Zenith Electronics Corporation, grosso produttore statunitense di elettronica di consumo.

## La Admiral in Italia
L'azienda americana creò una filiale ed uno stabilimento italiano nel 1954, a Concorezzo, in Lombardia, con la denominazione Admiral Italiana S.p.A., che divenne anche il suo principale distributore in Europa.
Nel 1961, la fabbrica e il marchio vennero rilevati dalla Formenti, che vi trasferì la propria produzione, e la società assunse la denominazione Admiral-Formenti S.p.A.. Sotto la gestione di Formenti, vennero prodotti come Admiral, diversi apparecchi radiofonici e televisivi, fino alla fine degli anni ottanta, quando il marchio scomparve dal mercato italiano ed europeo.